# Air Gear
Air Gear (エア・ギア Ea Gia) là bộ shounen manga được viết bởi Ito "Oh Great" Ōgure. Truyện viết về cuộc sống của cậu bé có tên là Itsuki Minami, hay còn gọi là Ikki, đồng thời có biệt danh là "Baby face" và "Lil (hoặc Little) Crow", đồng thời kể về những con người sử dụng Air Trecks - một phát minh như một đôi giày trượt pa - tin. Bộ truyện đã thắng giải Kodansha Manga Award 2006 dành cho thể loại shounen.